# Первая леди (телесериал, 2011)
Первая леди (исп. Primera dama) — колумбийский сериал 2011 года. Он рассказывает историю девушки, которая мечтала изменить свою жизнь и стать первой леди. В главных ролях снялись Карина Крус и Кристиан Майер. Сериал был показан в России на канале Раз ТВ в 2015 году.

## Сюжет
История начинается с того, как Первая леди, которую зовут Палома, в спешке приезжает на центральную площадь города, где её муж, президент Леонардо Сантандер, выступает перед гражданами. И через несколько минут она становится свидетельницей того, как происходит покушение на Леонардо, от которого его не смогла защитить ни многочисленная охрана, ни служба безопасности. Палома просто каменеет от ужаса, боясь, что она потеряла своего всесильного супруга. И с этого момента весь сериал представляет собой возвращение в прошлое и воспоминания о том, как начиналась история Паломы и Леонардо.
Палома — бедная девушка из провинциального городка. Она кажется всем красивой, харизматичной и улыбчивой. Но только родные знают, как она ненавидит нищету и тяжелую работу, которую ей приходится выполнять. Мать Паломы, Эстрелья, убеждает дочку, что нужно смириться и жить честной жизнью, но Палома мечтает о красивой жизни и богатстве. Эстрелья с горечью понимает, что дочка вся пошла в своего отца Дьябло, который двадцать лет назад сбежал в столицу за красивой жизнью, бросив жену и детей.
У Паломы есть жених, Амаури, честный и работящий парень. Он слегка наивен и доверчив, но искренне любит Палому и всех её родных. Сеньора Эстрелья относится к нему как к сыну. Пользуясь влюбленностью Амаури, Палома выманивает у него все накопления и сбегает в Боготу. В городе живёт её кузен Федерико, который работает в театре «Одеон». В это же время она знакомится с коллегой Федерико Мариано. Между ними сразу возникает симпатия.
Палома узнает, что вечером в театре будет Леонардо Сантандер с женой и детьми. На тот момент Леонардо был одним из самых вероятных кандидатов на пост президента Колумбии. Сеньор Сантандер — очень успешный политик и отличный семьянин. За его плечами крепкий брак с Аной Миленой и двое детей: Кристина и Диего. Но Палома обманом проникает в театр и делает всё, чтобы привлечь внимание Леонардо. Она дает понять, что всячески поддерживает его в предвыборной гонке.
Паломе придется пойти на множество подлостей, навредить многим людям на своем пути, забыть о том, что ей нравится Мариано, чтобы занять место Первой леди. Ей придется обмануть Амаури и даже отказаться от собственной матери, чтобы добиться своего. Она станет женой Леонардо, а сеньор Сантандер, в свою очередь, займет пост президента. И лишь немногие будут знать, что скрывает Первая леди.

## Актёры
- Карина Крус — Палома Самудио де Сантандер
- Хавьер Хаттин — Мариано Самора
- Кристиан Майер — Леонардо Сантандер
- Кати Сайенс — Ана Милена Сан Хуан
- Паула Баррето — Лусиана
- Жакелин Аренал — Эстрелла Сото
- Хавьер Дельхудис — Маркос Крус
- Мария Луиса Флорес — Паула Мендес
- Хуан Давид Агудело — Диего Сантандер
- Наталия Херес — Кристина Сантандер
- Калеб Касас — Анибал Урутиа
- Грейси Рендон — Даниэла Астудильо
- Эсмерсон Родригес — Амаури Бельо
- Михаил Мулкай — Федерико Самудио
- Хосе Луис Гарсиа — Анхель Астудильо[4]

## Имена героев
Некоторые из героев сериала носят «говорящие» имена. Имя Палома исп. Paloma переводится как «Голубка», Эстрелья исп. Estrella можно перевести как «Звезда». Отца Паломы называли Дьябло исп. Diablo, что означает «Дьявол». А брат Паломы носит имя Анхель (исп. Angel) — «Ангел». А фамилия Леонардо Сантандера принадлежит одному важному политическому деятелю и национальному герою Колумбии. Франсиско де Паула Сантандер сыграл важную роль в борьбе за независимость Латинской Америки, а также был президентом Новой Гранады.